# Tonnoira robusta
Tonnoira robusta är en tvåvingeart som beskrevs av Bravo, Alves och Carlos Chagas 2008. Tonnoira robusta ingår i släktet Tonnoira och familjen fjärilsmyggor. Inga underarter finns listade i Catalogue of Life.